# Orthonama nitida
Orthonama nitida là một loài bướm đêm trong họ Geometridae.